# Algunya
Algunya (macedónul: Алгуња szerbül Алгуња) település Észak-Macedóniában, az Északkeleti körzetben, Sztaro Nagoricsane községben.

## Népesség
| Lakosok száma | 725  | 787  | 755  | 650  | 452  | 281  | 288  | 237  | 300  |
|               | 1948 | 1953 | 1961 | 1971 | 1981 | 1991 | 1994 | 2002 | 2021 |

- 1981-ben 452 lakosa volt, akik közül 379 szerb, 71 macedón és 2 cigány.
- 2002-ben 237 lakosa volt, akik közül 189 szerb és 88 macedón.